# Георг Шмідт
Георг Шмідт (нім. Georg Schmidt, 7 квітня 1927 — 6 липня 1990) — австрійський футбольний тренер.

## Кар'єра тренера
Шмідт розпочав свою кар'єру вчителем середньої школи в місті Брукк-ан-дер-Лайта, де він також працював тренером шкільної команди. З 1960-х років він працював викладачем-спеціалістом Австрійської футбольної асоціації, де керував підготовкою тренерів. У 1967 році він та Віктор Гірлендер тренували аматорську збірну Австрії, яка виграла аматорський кубок Європи.
У 1970 році він обійняв посаду помічника головного тренера збірної Австрії Леопольда Штастного, а також залишився на цій посаді і у його наступників Бранко Ельснера, Гельмута Сенековича та Карла Штоца, взявши у статусі асистента участь у чемпіонаті світу 1978 року в Аргентині.
Після того, як національна збірна також пройшла кваліфікацію на наступний чемпіонат світу 1982 року, між головним тренером команди Штоцем та президентом федерації Карлом Секаніною стався конфлікт. Штоц був звільнений з посади, і після того як Ернст Гаппель відмовився очолювати збірну на «мундіалі», ÖFB вирішив призначити на мундіаль тандем тренерів — Георга Шмідта та Фелікса Лацке. Під їх керівництвом австрійська збірна зіграла три товариські матчі перед чемпіонатом світу, вигравши їх усі, а потім 5 матчів «мундіалю», в тому числі сумнозвісний матч проти ФРН, який дозволив обом командам без боротьби вийти з групи. Втім вже у другому груповому етапі австрійці не здобули жодної перемоги і покинули турнір.
Після чемпіонату світу Шмідт повернувся на стару посаду і став помічником нового головного тренера Еріха Гофа.
Помер 6 липня 1990 року на 64-му році життя.